# Павленко Ірина Яківна
Ірина Яківна Павленко (нар. 2 березня 1959, Кам'янець-Подільський) — українська фольклористка, літературознавиця, докторка філологічних наук (2009), професорка (2011), завідувачка кафедри слов'янської філології (з 2008 р., до перейменування — «кафедра російської філології»).

## Життєпис
У 1979 році закінчила з відзнакою Запорізький державний педагогічний інститут за спеціальністю «Російська мова і література» з присвоєнням кваліфікації «Вчитель російської мови і літератури середньої школи».
З 1979 року до 1980 року працює вчителем у середній школі № 6.
Навчалась в аспірантурі Запорізького державного університету, науковий керівник — доктор філологічних наук, професор Тихомиров Володимир Миколайович.
З 1980 року працює в Запорізькому педагогічному інституті на посаді викладача кафедри російської та зарубіжної літератури.
У листопаді 1989 року захистила дисертацію на здобуття наукового ступеня кандидата філологічних наук в спеціалізованій Вченій раді Інституту літератури ім. Т. Г. Шевченка АН УРСР на тему «Романи Марка Вовчка про нових людей та російський літературний процес 60-70-х років XIX ст. Проблеми типології».
2 листопада 1993 року присвоєно вчене звання доцента кафедри російської та зарубіжної літератури.
З 1 вересня 2008 року працює на посаді завідувача кафедри слов'янської (раніше — російської) філології Запорізького національного університету.
13 травня 2009 р. захистила докторську дисертацію «Динаміка функціонування усної епічної традиції (на матеріалі Нижньої Наддніпрянщини)» зі спеціальності 10.01.07 — фольклористика (спеціалізована рада Інституту мистецтвознавства, фольклористики та етнології ім. М. Т. Рильського НАН України).
16 грудня 2009 р. присуджено науковий ступінь доктора філологічних наук.
З вересня 2011 р. займає посаду професора кафедри.

## Наукова діяльність
З 1982 р. керує фольклорною практикою студентів та сама займається збиранням фольклору Запорізької області.
Ініціювала створення наукової лабораторії фольклористики та художнього перекладу ЗНУ, де працювала з 2004 р до 2010 рр. на громадських засадах старшим науковим співробітником. У лабораторії створено архів унікальних фольклорних записів, що відбивають сучасний стан функціонування фольклорної традиції в регіоні, створено електронний каталог виданих фольклорних матеріалів з Нижньої Наддніпрянщини та тих, що є в архівах України та Росії.
З 1998 р. — голова журі секції «Фольклористики» Запорізького обласного відділення МАН, з 2012 року проводить тренінги з переможцями обласного етапу учнівської олімпіади з російської мови та літератури.
У 2006—2008 р. керувала виконанням держбюджетної науково-дослідної роботи № 7/06 «Запорожжя і запорожці у фольклорі та літературі».
Ініціювала та брала активну участь в організації кафедрою всеукраїнських наукових конференцій «Гендерні дослідження у філологічних науках» (2009 р.) та «Русская словесная культура: тенденции развития и проблемы преподавания в современных условиях» (2011 р.), за результатами яких було видано відповідні збірники «Вісника Запорізького національного університету. Філологічні науки».
2013—2014 рр. організувала та провела ліцензування нового професійного спрямування «Переклад (українська, російська, польська/болгарська мови)» для напряму підготовки 6.020303 «Філологія».
Була членом апеляційної комісії на Всеукраїнській студентській олімпіаді з російської мови та літератури у м. Кам'янці-Подільському (2013 р.), членом оргкомітету та журі Всеукраїнського конкурсу студентських наукових робіт зі слов'янських мов та літератур у м. Запоріжжя (2015 р.).
У 2014 р. — член експертної ради з питань проведення експертизи дисертаційних робіт з філологічних наук та соціальних комунікацій. Наказ МОН від 27.01.2014 р. № 78.
Член Спеціалізованої вченої ради Д26.227.01 ІМФЕ ім. М. Т. Рильського НАН України. Наказ МОН № 793 від 04.07.2014 р.
У 2015 р. — експерт Наукової Ради МОН України (секція «Літературознавство, мовознавство, мистецтвознавство та соціальні комунікації»). Член редколегії двох фахових наукових видань «Вісник Запорізького національного університету. Серія: філологічні науки» (з 2014 р. — заступник головного редактора) та «Держава і регіони», збірника «Запорозькі єврейські читання», збірника матеріалів конференції «Молода наука»; член експертної ради МОН з акредитації філологічних спеціальностей; експерт Департаменту атестації кадрів МОНУ (ДАК);
Член спеціалізованої ради із захисту докторських та кандидатських дисертацій при ІМФЕ НАН України; офіційний експерт Інституту інноваційних технологій та змісту освіти МОН України підручників, навчальних посібників, електронних навчальних посібників зі спеціальності «Фольклористика»; експерт Придніпровського центру НАН України і МОН України (секція «Суспільні і гуманітарні науки»); член журі Всеукраїнської олімпіади з російської мови та літератури; голова журі секції «Фольклористика» Запорізького обласного відділення МАН; голова журі обласного огляду фольклорних колективів; член журі Міжнародного молодіжного конкурсу «Золота скарбничка» м. Запоріжжя (2014 р.).

## Науково-популярна діяльність
Виступає на каналах «Запоріжжя», «ТВ-5», «МТМ»; разом з журналістами ДТРК «Запоріжжя» підготувала 17 випусків науково-популярного телевізійного циклу «Легенди Запорожжя»;
Виступає з публічними науковими лекціями (для вчителів та бібліотекарів у обласній науковій бібліотеці ім. М.Горького, має грамоту ОНУБ за просвітницьку роботу; для голів національних товариств; для запорізького відділення Конгресу літераторів України);
Проводить науково-методичні обласні семінари: для вчителів («Школа філологічних наук для вчителів української мови і літератури, російської мови і літератури, світової літератури навчальних закладів м. Запоріжжя» (2014—2015 рр.); для керівників фольклорних колективів (2013—2014 рр.); для Запорізького обласного центру народної творчості, Запорізького центру дитячої творчості (2014 р.);
Проводить літературні вечори, наукові читання з участю студентів (літературні читання «Лермонтов і сучасність», літературний вечір, присвячений 200-річному ювілею М. Ю. Лермонтова, 2014 р. тощо).

## Публікації
Автор понад 100 друкованих праць, серед них:
- 2 монографії («Легенди та перекази Нижньої Наддніпрянщини: буття у просторі та часі», «Історичні пісні Запорожжя: регіональна специфіка та шляхи поширення»),-

- 42 статті у фахових виданнях (присвячених вивченню фольклору Нижньої Наддніпрянщини),
- 9 публікацій за кордоном,
- 2 збірники фольклорних творів.

### Підготувала до друку та опублікувала
Розділи у двох навчальних посібниках: «Литература и философия (пособие по спецкурсу)» (у співавторстві) — 1992; «Гендерні студії в літературознавстві: Навчальний посібник» (з грифом МОН) (у співавторстві) — 2008;
- практикум «Російська усна народна творчість: практикум для здобувачів ступеня вищої освіти бакалавра напряму підготовки „Мова і література (російська)“» — 2015;
- 2 програми практик з методичними рекомендаціями і вказівками (1 у співавторстві) — 2012;
- 5 методичних вказівок: Методические рекомендации по подготовке к спецсеминару «Древнерусская литература и фольклор» для студентов филологических факультетов — 1992; «История русской литературы 18 века (для студентов филологического факультета)» — 1993; «Методические рекомендации к написанию и оформлению курсовых и квалификационных работ студентов образовательно-квалификационных уровней „бакалавр“, „специалист“, „магистр“» — 2012 (у співавторстві); «Історія російської літератури першої половини 19 ст. :методичні рекомендації до семінарських занять для здобувачів ступеня вищої освіти бакалавра напрямку підготовки „Мова і література (російська)“», «Переклад (українська, російська, польська/болгарська мови)» — 2015.

## Нагороди
- Премія за досягнення в краєзнавчій роботі імені Якова Новицького (2018 р.)[4].
- Грамота та відзнака ректора ЗНУ за 3-е місце в загальноуніверситетському рейтингу «Кращий науковець року» (2013 р.).
- Диплом за перемогу в університетському конкурсі науково-педагогічних працівників «Кращий науковець року — 2013» у категорії «професори».
- Грамота ректора ЗНУ за керівництво науковою роботою студентів (2013—2014 рр.).
- Грамота МОН МСУ за підготовку переможця конкурсу студентських наукових робіт з російської мови і літератури (диплом 1-го ступеня) (2010 р., 2012 р.).
- Медаль Запорізької обласної обладміністрації «За розвиток Запорізького краю» (2009 р.). Посвідчення № 50-К.
- Подяка тимчасово виконуючого обов'язки голови облдержадміністрації «За вагомий внесок у соціальний та культурний розвиток Запорізької області та участь у конкурсі „Господиня свого краю“» (2008 р.).
- Знак МОН України «Відмінник освіти України» (2006 р.) Посвідчення № 76223.
- Грамота президента Малої академії наук України «За вагомий внесок у розвиток обдарованої молоді» (2006 р.).
- Почесний знак МОН України «Відмінник освіти України» (2005 р.)